# NGC 7379
NGC 7379 ist eine Balken-Spiralgalaxie vom Hubble-Typ SABab im Sternbild Lacerta am Nordsternhimmel. Sie ist schätzungsweise 249 Millionen Lichtjahre von der Milchstraße entfernt und hat einen Durchmesser von etwa 80.000 Lj.
Das Objekt wurde am 22. September 1876 von Edouard Stephan entdeckt.